# Viện bảo tàng Louvre
Louvre (tiếng Anh: /ˈluːv(rə)/, phát âm là Lu-vơ), hoặc Viện bảo tàng Louvre (tiếng Pháp: Musée du Louvre [myze dy luvʁ] ⓘ), là một viện bảo tàng nghệ thuật và di tích lịch sử tại Paris, Pháp. Có vị trí ở trung tâm lịch sử thành phố, bên bờ sông Seine, Viện bảo tàng Louvre vốn là một pháo đài được vua Philippe Auguste cho xây dựng vào năm 1190. Cuối thế kỷ XIV, dưới thời Charles V, Viện bảo tàng Louvre trở thành cung điện hoàng gia và sau đó tiếp tục được mở rộng qua các triều đại. Từ năm 1672, khi triều đình Pháp chuyển về lâu đài Versailles, bộ sưu tập hoàng gia được lưu trữ tại Louvre. Vào thời kỳ Cách mạng Pháp, cung điện trở thành bảo tàng và mở cửa vào ngày 10 tháng 8 năm 1793.
Những hiện vật ban đầu của Louvre chủ yếu từ bộ sưu tập hoàng gia và tài sản của giáo hội bị tịch thu trong thời kỳ cách mạng. Dưới thời Đệ Nhất Đế chế Pháp, nhờ những cuộc chinh phạt của Napoléon, nhiều tác phẩm nghệ thuật và hiện vật khảo cổ giá trị được chuyển về Louvre. Nhưng sau thất bại của quân đội Pháp trong trận Waterloo, phần lớn các hiện vật này đã trở về với những quốc gia chủ nhân cũ. Bộ sưu tập của Louvre tăng trở lại dưới thời Bourbon phục hoàng và kể từ Đệ Tam cộng hoà, bên cạnh những hiện vật mua lại, bảo tàng còn liên tục nhận được các di vật và tặng phẩm cá nhân.
Ngày nay, Louvre là một trong những viện bảo tàng nổi tiếng nhất thế giới, nơi trưng bày các hiện vật về những nền văn minh cổ, nghệ thuật Hồi giáo và nghệ thuật châu Âu từ thế kỷ XIII cho tới giữa thế kỷ XIX. Với diện tích 210 ngàn mét vuông, Louvre trưng bày 35.000 trên tổng số 380.000 hiện vật. Trong bộ sưu tập của bảo tàng Louvre hiện nay có những tác phẩm nổi tiếng bậc nhất của lịch sử nghệ thuật, như Tượng thần Vệ Nữ, Tượng thần chiến thắng Samothrace, Mona Lisa, Nữ thần Tự do dẫn dắt nhân dân, cùng các hiện vật giá trị về những nền văn minh cổ, như phiến đá ghi bộ luật Hammurabi, tấm bia Mesha. Vào năm 2021, Louvre đón 2,8 triệu lượt khách, giữ vị trí địa điểm thu phí được viếng thăm nhiều nhất Paris, đồng thời cũng là bảo tàng thu hút nhất trên thế giới.

## Lịch sử

### Cung điện

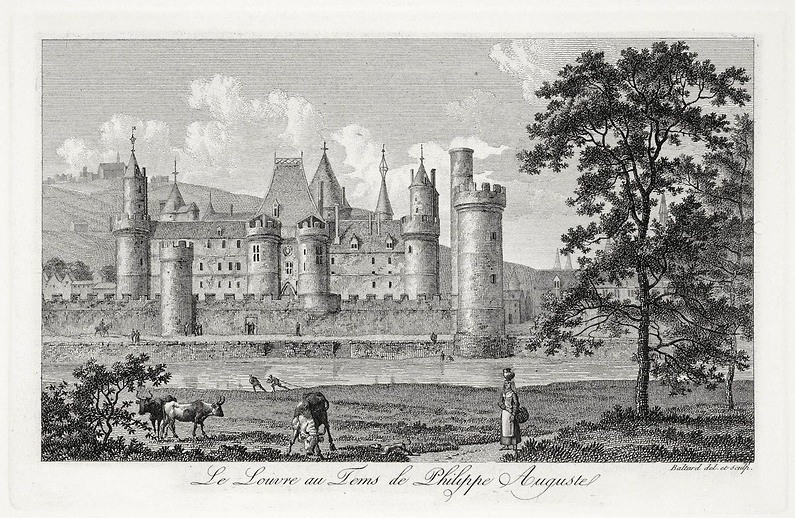
Louvre khoảng 1190-1202

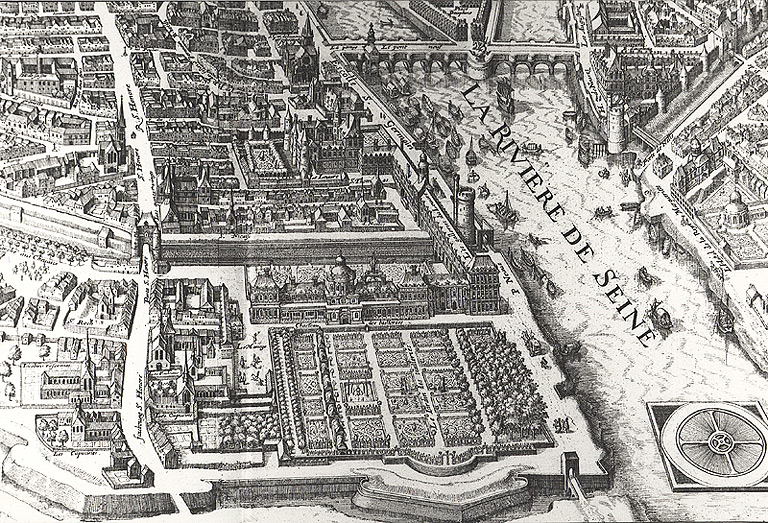
Louvre khoảng 1564-1572

Lịch sử cung điện Louvre bắt đầu vào năm 1190 khi vua Philippe Auguste cho xây dựng một pháo đài bên hữu ngạn sông Seine. Công trình với kích thước 78 × 72 m, hào nước bao quanh, bốn góc được trấn giữ bởi các tháp canh, có nhiệm vụ chính là giám sát vùng hạ lưu, con đường tấn công truyền thống của những người Viking. Thế kỷ XIV, Paris phát triển rộng vượt ra ngoài bức tường thành của vua Philippe Auguste. Trong khoảng thời gian Chiến tranh Trăm năm, một lần nữa Louvre lại cần thiết để bảo vệ thành phố. Từ 1356 tới 1358, Étienne Marcel, người đứng đầu Paris, cho xây dựng một thành luỹ bằng đất, sau đó được Charles V tiếp tục. Bức thành mới này bao quanh khu vực bên hữu ngạn, Louvre không còn chức năng trấn giữ Paris.
Từ năm 1394, dưới thời Charles V, nhờ kiến trúc sư Raymond du Temple, Louvre từ một công trình quân sự trở thành một cung điện hoàng gia xa hoa. Những bức vẽ còn lại đến ngày nay cho thấy phần mái lộng lẫy của công trình. Các toà nhà chính bao quanh sân giữa với những cửa sổ lớn trạm khắc, cầu thang xoáy ốc nối các tầng, nội thất được trang trí các những phẩm điêu khắc, thảm và đồ gỗ. Một khu vườn cũng được bố trí ở phía Bắc cung điện.
Nhưng sau khi vua Charles VI mất, Louvre bị bỏ quên trong một thế kỷ. Tới năm 1527, François I quay lại Paris, và để đón chào nhà vua, cung điện được sửa chữa lại. Thế nhưng François I không bằng lòng với công trình được tu sửa, quyết định cho xây dựng một cung điện mới vào năm 1546 và được tiếp tục dưới thời vị vua kế nhiệm, Henri II. Sau khi Henri II mất, hoàng hậu Catherine de Médicis không muốn sống ở điện Tournelles, cho xây dựng cung điện Tuileries nằm kề bên phía Tây của Louvre. Công trình này dừng lại vài năm sau đó khi đang còn dang dở. Tới thời Henri IV, trong khoảng thời gian 1595 đến 1610, một hành lang lớn được xây dựng dọc sông Seine với ý định nối liền Louvre với Tuileries. Dãy nhà kéo dài tới 450 mét, và để tránh đơn điệu nên được giao cho hai kiến trúc sư: Louis Métezeau bên phía Đông và Jacques II Androuet du Cerceau bên phía Tây. Cùng thời gian đó, Tuileries cũng tiếp tục được mở rộng. Nhưng sau cái chết của Henri IV vào năm 1610, việc xây dựng lại bị bỏ rơi một thời gian dài.
Năm 1625, Louis XIII quyết định tiếp tục công việc xây dựng Louvre, thực hiện Grand Dessein mà Henri IV dự định trước đó. Louis XIII cho phá bỏ một phần dãy phía Bắc của Louvre từ thời Trung Cổ để kéo dài dãy Lescot. Tổng thể công trình mang tính đối xứng hoàn hảo, cả về trang trí. Giữa dãy nhà mới và dãy nhà cũ, năm 1639, kiến trúc sư Jacques Lemercier xây dựng một toà nhà lớn có tên Pavillon de l'Horloge (Toà nhà Đồng hồ), ngày nay là Pavillon Sully (Toà nhà Sully).

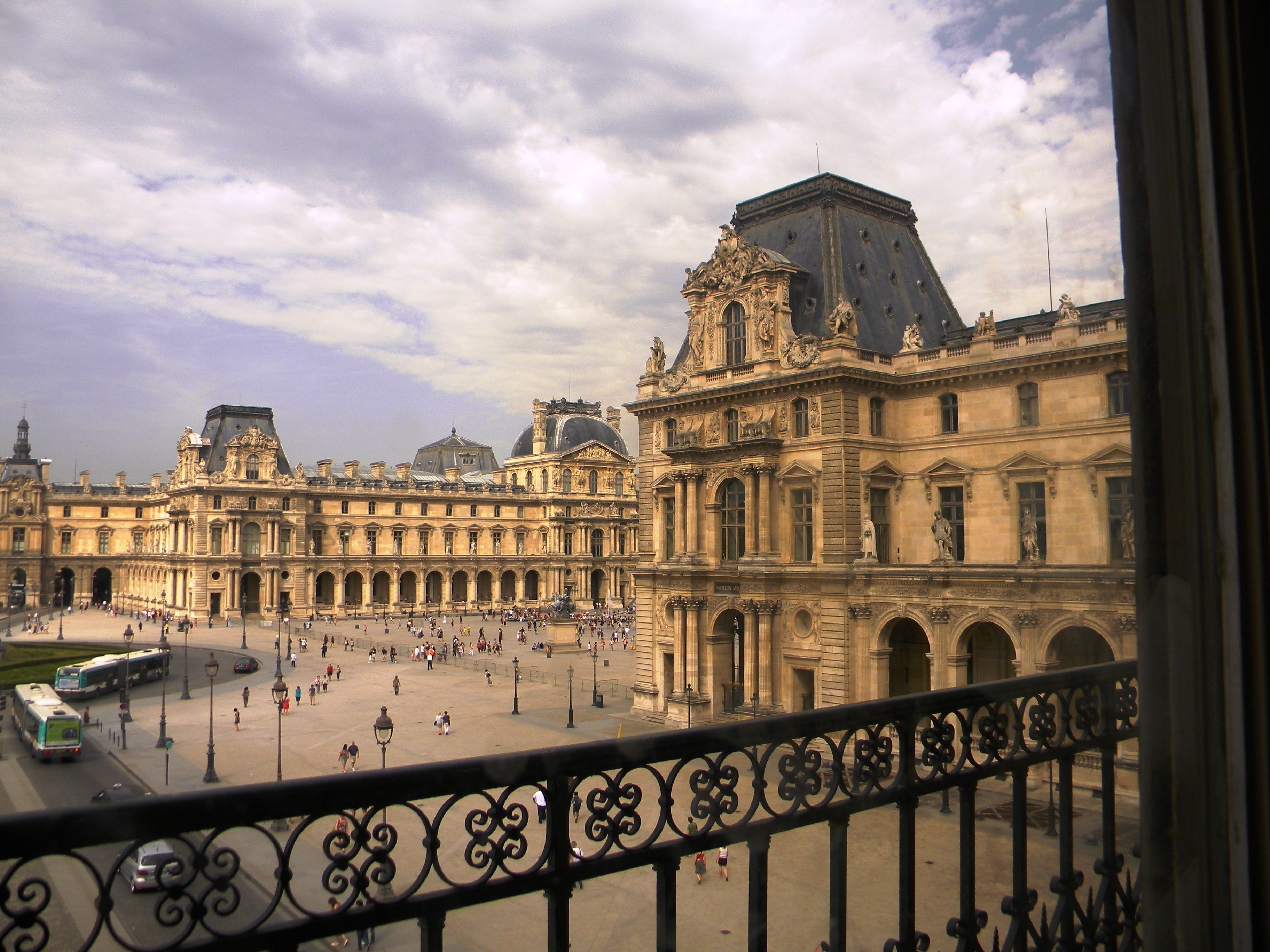
Cung điện Louvre ngày nay

Từ 1655 tới 1658, Vương hậu Ana, nhiếp chính khi Louis XIV còn nhỏ tuổi, cho bố trí một căn phòng ở tầng trệt của Petite Galerie (Hành lang nhỏ). Tổng thể công trình còn tiếp tục với 6 phần xếp thành dãy theo nguyên tắc phổ biến thời kỳ đó: phòng khách lớn, phòng đợi, tiền sảnh, phòng lớn, phòng ngủ, phòng nhỏ. Việc trang trí được giao cho Giovanni-Francesco Romanelli, họa sĩ người Ý, và Michel Anguier, nhà điêu khắc người Pháp. Năm 1660, kiến trúc sư Louis Le Vau chịu trách nhiệm hoàn thiện Louvre: nhân đôi Petite Galerie, hoàn thành dãy phía Bắc của Cour Carrée (Sân vuông), kéo dài dãy phía Nam trong khoảng 1661 tới 1663, hoàn thiện toà nhà phía Tây, toà nhà hoàng gia phong cách Phục Hưng và toà nhà trung tâm được làm thành đối xứng. Ngày 6 tháng 2 năm 1661, một đám cháy thiêu huỷ một phần Petite Galerie khiến Le Vau phải xây dựng lại. Từ 1663, Le Vau nhân đôi chiều rộng cung điện. Những thành phần cuối cùng của Louvre thời Trung Cổ bị phá bỏ. Từ 1665, Louis XIV giao cho Cavalier Bernin xây dựng dãy phía Tây của Cour Carrée. Nhưng sau đó dự án này không được hoàn thành, chính nhà vua đã ra lệnh dừng lại, triều đình Pháp dần chuyển về lâu đài Versailles. Cho tới 1756, Louis XV mới tiếp tục xây dựng Louvre, các dãy nhà từ thời Louis XIV được hoàn thành.

### Viện Bảo tàng Louvre

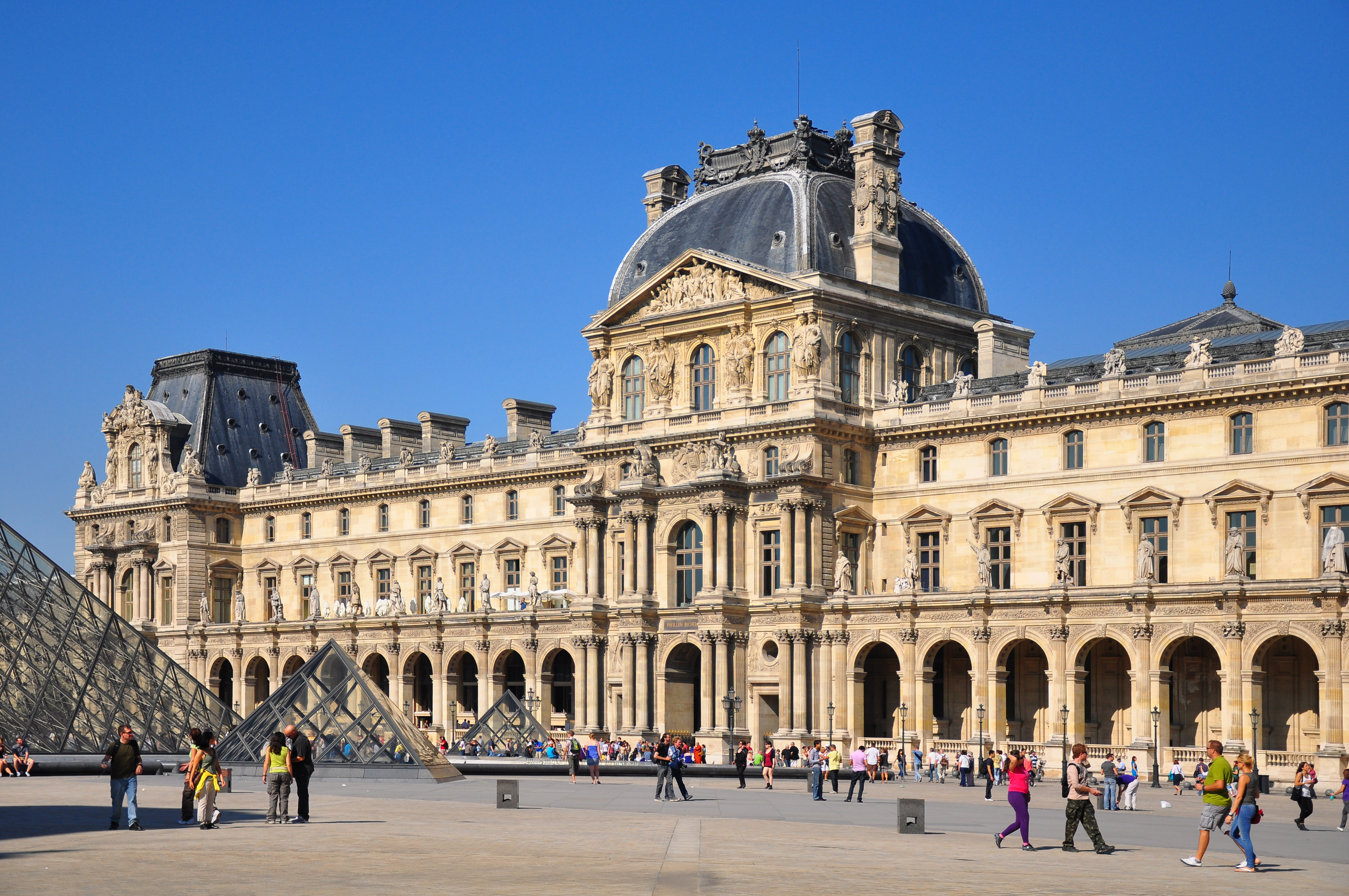
Mặt tiền phía Nam của cánh Richelieu, Bảo tàng Louvre

Năm 1692, Louis XIV cho chuyển một bộ sưu tập các tác phẩm điêu khắc Cổ đại về phòng Caryatides tại Louvre. Cùng năm đó, Viện Hàn lâm Pháp và Viện Hàn lâm Hội họa và Điêu khắc Hoàng gia được đặt tại cung điện. Năm 1699, các nghệ sĩ mở cuộc triển lãm đầu tiên ở Louvre, trong Grande Galerie (Hành lang lớn). Từ 1725, triển lãm này được mang tên Salon và chuyển về trưng bày tại Salon Carré (Phòng vuông), gần văn phòng của Viện Hàn lâm. Tháng 11 năm 1750, một cuộc triển lãm nghệ thuật được tổ chức ở cung điện Luxembourg gây được tiếng vang lớn. Thành công này thúc đẩy Hầu tước Marigny, người phục trách các toà nhà hoàng gia, và người kế nhiệm là Bá tước Angiviller xây dựng Louvre thành một bảo tàng thường xuyên.

#### Sự ra đời

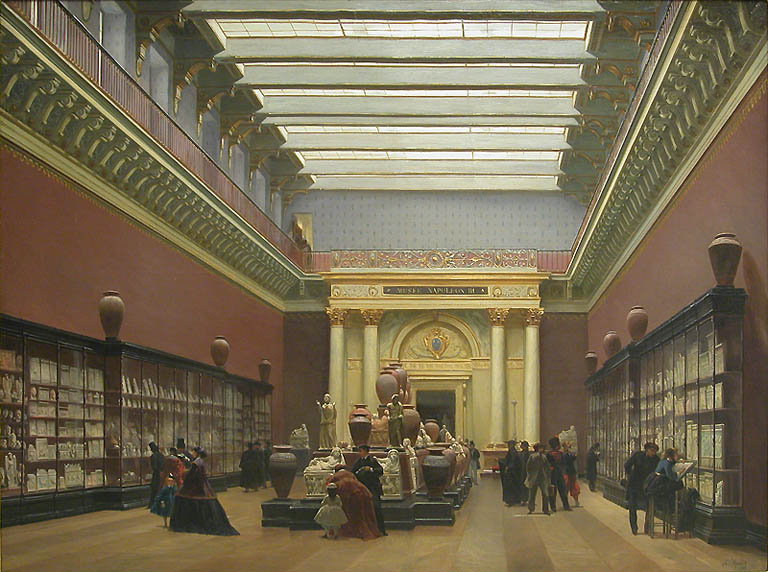
Bảo tàng Napoléon III - Louvre khoảng 1863

Ngày 10 tháng 8 năm 1793, bảo tàng Trung tâm nghệ thuật được mở cửa và do Bộ Nội vụ quản lý. Các tác phẩm phần lớn từ bộ sưu tập của hoàng gia được trưng bày ở Salon Carré và Grande Galerie, miễn phí, chủ yếu cho các nghệ sĩ và dành cho công chúng vào cuối tuần. Hiệp ước Campo-Formio năm 1797 đã đem lại cho nước Pháp rất nhiều tác phẩm giá trị từ Venezia và bộ sưu tập của Giáo hoàng. Trong số đó, các hoạ phẩm cùng những tác phẩm điêu khắc cổ được chuyển về Louvre. Ngày 9 tháng 11 năm 1800, kỷ niệm cuộc đảo chính ngày 18 tháng Sương mù, Napoléon Bonaparte và Joséphine khánh thành bảo tàng Cổ đại. Các tác phẩm cổ từ thành Vatican, Bảo tàng Capitoline ở Roma, Firenze... cùng bộ sưu tập hoàng gia được trưng bày trong căn phòng mùa hè của Vương hậu Ana trước đây. Từ đó, Louvre không ngừng nhận được thêm hiện vật nhờ những cuộc viễn chinh của quân đội Pháp. Cũng dưới thời Đệ Nhất đế chế, bảo tàng được mang tên Napoléon và Vivant Denon trở thành giám đốc đầu tiên vào năm 1802. Trong khoảng thời gian 1804 đến 1811, cung điện được kiến trúc sư Pierre-François-Léonard Fontaine mở rộng, trang trí lại và Napoléon cho xây dựng khải hoàn môn Carrousel ở giữa Louvre và Tuileries. Nhưng Đệ Nhất đế chế sụp đổ vào năm 1815, các quốc gia đã lấy lại tài sản của mình, gây ảnh hưởng trực tiếp đến bộ sưu tập của Louvre.
Năm 1824, Viện Bảo tàng Điêu khắc Hiện đại được mở ở tầng trệt dãy nhà phía Tây sân Cour Carrée với các tác phẩm chuyển về từ bảo tàng Công trình Pháp và điện Versailles. Năm 1827, các hiện vật Ai Cập cổ đại cùng những tác phẩm Phục Hưng hợp thành bảo tàng Charles X ở dãy nhà phía Nam của Cour Carrée rồi Bảo tàng Hàng hải được mở ở dãy phía Bắc. Cuối thập niên 1830 đến thập niên 1840, bộ sưu tập hội họa Tây Ban Nha vốn đang bị phân tán được tập trung về Louvre. Tiếp đó đến các hiện vật từ México, Algérie... Thời Đệ Nhị đế chế, Tuileries được mở rộng và lần đầu tiên được nối với Louvre. Khoảng thời gian này, Bảo tàng Napoléon III cũng được thành lập với 11.385 tác phẩm hội họa và điêu khắc cổ. Năm 1871, Tuileries bị đốt cháy rồi phá huỷ sau đó. Còn Louvre được kiến trúc sư Hector-Martin Lefuel sửa chữa lại.

#### Louvre hiện đại
Năm 1905, một bộ sưu tập nghệ thuật trang trí được mang từ Palais de l'Industrie về Louvre và đến năm 1922, phòng trưng bày nghệ thuật Hồi giáo được mở ở toà nhà Horloge. Từ năm 1930, một số không gian được tu sửa với mục đích dành cho các tác phẩm điêu khắc. Sân Cour du Sphinx được lợp mái kính dành cho điêu khắc cổ. Điêu khắc châu Âu nằm trong dãy nhà Flore. Các phòng Ai Cập và phương Đông Cổ đại cũng được sửa chữa lại.
Chiến tranh thế giới thứ hai nổ ra, các hiện vật của Louvre được giấu trong những túi cát và gửi đi khắp nơi. Những cuộc vận chuyển diễn ra nhiều lần, đầu tiên về lâu đài Chambord rồi chia nhỏ, đưa đến khắp các lâu đài khác. Mặc dù gần như trống rỗng, tháng 9 năm 1940, khi Quân đội Đức chiếm giữ Paris, Louvre được mở cửa trở lại. Năm 1945, các bộ sưu tập của Nhà nước được phân bố lại. Những hiện vật về châu Á của Louvre chuyển về Bảo tàng Guimet. Năm 1947, một chi nhánh của Louvre, Bảo tàng Jeu de Paume mở ở vườn Tuileries với các hoạ phẩm trường phái ấn tượng. Bộ sưu tập quan trọng này còn ở đây cho tới năm 1986 được chuyển về Orsay.

#### Louvre đương đại
Ngày 26 tháng 6 năm 1981, Tổng thống François Mitterrand tuyên bố toàn bộ không gian cung điện Louvre sẽ dành cho bảo tàng. Bộ Tài chính, vốn trụ sở ở dãy Richelieu, được chuyển về Bercy. Dự án mang tên "Grand Louvre" được bắt đầu. Tới năm 1983, kiến trúc sư nổi tiếng Ieoh Ming Pei được chọn để thực hiện dự án này. Năm 1986, bảo tàng Orsay khánh thành. Các bộ sưu tập nghệ thuật châu Âu từ 1848 tới thời kỳ khai sinh trường phái lập thể được chuyển từ Louvre về bảo tàng mới.
Ngày 30 tháng 3 năm 1989, công trình gây nhiều tranh cãi Kim tự tháp kính khánh thành trên sân Napoléon. Một không gian lớn được mở ngầm dưới kim tự tháp, trở thành lối vào chính của bảo tàng. Sảnh lớn này còn dành cho các dịch vụ gửi áo, hiệu sách, nhà hàng, quán cà phê. Năm 1993, dãy Richelieu mở cửa đón công chúng. Ba sân phía trong được lợp mái trở thành không gian lý tưởng cho các tác phẩm cỡ lớn. Tới 1997, một số phòng dãy Sackler được dành cho phương Đông Cổ đại và 1998, École du Louvre được mở ở dãy Flore với 5000 m² dành cho điêu khắc. Một gian trưng bày nghệ thuật Hồi giáo khác đã hoàn thành vào năm 2012.
Hoạt động thường xuyên và quan trọng nhất của Louvre là các cuộc triển lãm. Vốn chỉ trưng bày 35 ngàn trên tổng số 380 ngàn hiện vật, các cuộc triển lãm giúp công chúng khám khá phần còn lại của bộ sưu tập. Mỗi mùa, Louvre tổ chức các buổi triển lãm, đôi khi giới thiệu các nghiên cứu mới nhất về nghệ thuật. Một phần lớn các cuộc triển lãm của Louvre nhận được sự tài trợ của các công ty. Louvre cũng ký kết với Bảo tàng High Museum of Art của Atlanta cho mượn 142 tác phẩm trong vòng 3 năm. Bên cạnh đó một số những dự án văn hoá và khoa học cũng được xúc tiến giữa hai bảo tàng.
Các hoạt động văn hoá quan trọng khác của Louvre là những buổi gặp gỡ, các xưởng nghệ thuật và tham gia lĩnh vực giáo dục, đào tạo. Khán phòng của Louvre nằm phía dưới Kim tự tháp kính, được hoàn thành cùng kim tự tháp theo thiết kế của Ieoh Ming Pei. Khán phòng, với 450 chỗ, là nơi tổ chức các buổi gặp gỡ, chiếu phim... với chủ đề lịch sử, khảo cổ học. Các xưởng nghệ thuật của Louvre dành công chúng muốn tìm hiểu nghệ thuật được thực hành các kỹ thuật sáng tác. Các xưởng nghệ thuật được dành cho cả ba đối tượng: người lớn, trẻ em và người tàn tật. Ngoài ra, École du Louvre, nằm trong dãy Flore của bảo tàng, cũng là một trường quan trọng về lịch sử nghệ thuật, khảo cổ học và bảo tàng học. Trung bình mỗi năm, Louvre tổ chức khoảng 8 kỳ triển lãm, 40 buổi hoà nhạc, 5 buổi trình diễn và gần 200 buổi chiếu phim.

## Bộ sưu tập
Bộ sưu tập của bảo tàng Louvre gồm hơn 380.000 hiện vật, nhưng chỉ có khoảng 35.000 hiện vật được trưng bày thường xuyên. Toàn bộ Louvre rộng 210.000 m², trong đó 60.600 m² dành cho trưng bày và được chia thành 8 khu: Phương Đông cổ đại; Ai Cập cổ đại; Hy Lạp, La Mã và Etruria cổ đại; Nghệ thuật Hồi giáo; Hội họa; Điêu khắc; Nghệ thuật hoạ hình và Nghệ thuật trang trí. Theo chính sách sắp xếp, tổ chức của hệ thống bảo tàng quốc gia Pháp, nhiều bộ sưu tập giá trị từng ở Louvre đã được chuyển đến các bảo tàng khác. Hiện nay, những hiện vật của Louvre bao gồm các tác phẩm nghệ thuật phương Tây từ Trung Cổ cho tới năm 1848, các nền văn minh cổ và nghệ thuật Hồi giáo.
Ngoài 8 bộ sưu tập chính, Louvre còn một khu trưng bày lịch sử của chính cung điện và một bộ sưu tập nghệ thuật châu Á, Phi, Mỹ và châu Đại Dương.
| 100.000 hiện vật Khu vực trưng bày Phương Đông cổ đại dành cho nền văn minh cổ của các nước Trung và Cận Đông từ 8000 năm trước Công Nguyên cho tới kỷ nguyên Hồi giáo. | Một hiện vật được khai quật ở Ur, Iraq. |

| 50.000 hiện vật Khu vực trưng bày Ai Cập cổ đại giới thiệu chứng tích về các nền văn minh nối tiếp ở hai bờ sông Nin, từ tiền sử cho tới thời kỳ Cơ Đốc giáo. | Những hình vẽ trên một ngôi mộ khoảng 1450 năm trước Công Nguyên. |

| 45.000 hiện vật Khu vực trưng bày Hy Lạp, La Mã cổ đại dành cho các tác phẩm của ba nền văn minh: Hy Lạp, La Mã và Etruria. Các hiện vật trải dài từ Hy Lạp, Ý và khu vực Địa Trung Hải với niên đại từ thời kỳ Đồ đá mới cho đến thế kỷ IV. | Hermaphroditus ngủ. Một tác phẩm điêu khắc La Mã vào thế kỷ II sao chép phong cách Hy Lạp. |

| 10.000 hiện vật Khu vực trưng bày Nghệ thuật Hồi giáo bao gồm các hiện vật lấy cảm hứng từ Hồi giáo, trải dài 1300 năm lịch sử, trên cả ba châu lục. | Một tác phẩm trang trí của Iran, thế kỷ XIX. |

| 11.900 hiện vật Khu vực trưng bày Hội họa giới thiệu tất cả các trường phái phương Tây từ thế kỷ XIII cho tới năm 1848. | Le Tricheur (Kẻ bạc gian). Tác phẩm của Georges de La Tour |

| 6.550 hiện vật Khu vực trưng bày Điêu khắc dành cho các tác phẩm điêu khắc Trung Cổ, Phục Hưng và hiện đại. | Chi tiết của tác phẩm Résurrection du Christ (Sự phục sinh của Chúa). Tác giả Germain Pilon. |

| 137.479 hiện vật Khu vực trưng bày Nghệ thuật hoạ hình gồm những tác phẩm vẽ trên giấy, tranh phấn màu, tiểu hoạ, những bản in khắc, in thạch bản... và cả các bản viết tay, các tác phẩm chất liệu gỗ, da... | Halte d'une caravane (Nơi nghỉ chân của một đoàn người). Tác phẩm của Antoine-Alphonse Montfort năm 1840 |

| 20.704 hiện vật Khu vực trưng bày Nghệ thuật trang trí gồm các đồ vật từ Trung Cổ cho tới nửa đầu thế kỷ XIX. Bộ sưu tập gồm các hiện vật đa dạng: đồ trang sức, thảm, đồng hồ... với các chất liệu đồng, ngà voi, gỗ, kim loại quý... | Một ngọn đèn treo mạ vàng. Tác phẩm của Gérard-Jean Gallé năm 1834. |

### Phương Đông cổ đại
Khu vực trưng bày Phương Đông cổ đại được thành lập vào năm 1881. Các hiện vật này xuất phát từ những cuộc khai quật trong khoảng thế kỷ XIX cho tới Chiến tranh thế giới thứ hai. Cuộc khai quật đầu tiên được tiến hành từ 1843 đến 1854 ở Khorsabad, thành phố do Sargon II của Assyria cho xây dựng cách đây 8 thế kỷ. Bảo tàng Louvre đóng vai trò động lực trong việc tiến hành cuộc khai quật này với tham vọng giúp công chúng đương đại khám phá về Assyria và các nền văn minh đã mất ở phương Đông.
Bộ sưu tập Phương Đông cổ đại của Louvre tương đương với Bảo tàng Anh (British Museum) ở Luân Đôn và Bảo tàng Trung Đông (Vorderasiatisches Museum Berlin) ở Berlin. Các hiện vật được tìm thấy qua rất nhiều cuộc khải quật giới thiệu một cái nhìn toàn cảnh về những nền văn minh cổ, các gốc rễ văn hoá khu vực Cận Đông. Bộ sưu tập được trưng bày ở tầng trệt, phía bên dãy Richelieu, chia thành ba khu vực nhỏ: Iran, Lưỡng Hà và Levant, gồm các nước châu Á gần Địa Trung Hải, Syria, Liban, Israel và đảo Síp ngày nay.
Một trong những hiện vật giá trị nhất của bảo tàng Louvre là phiến đá Bộ luật Hammurabi. Đây là một trong những văn bản luật cổ nhất được tìm thấy, có từ thời vua Hammurabi, khoảng 1760 trước Công nguyên. Một hiện vật giá trị khác là tấm bia Mesha, từ thế kỷ IX trước Công nguyên.

### Ai Cập cổ đại

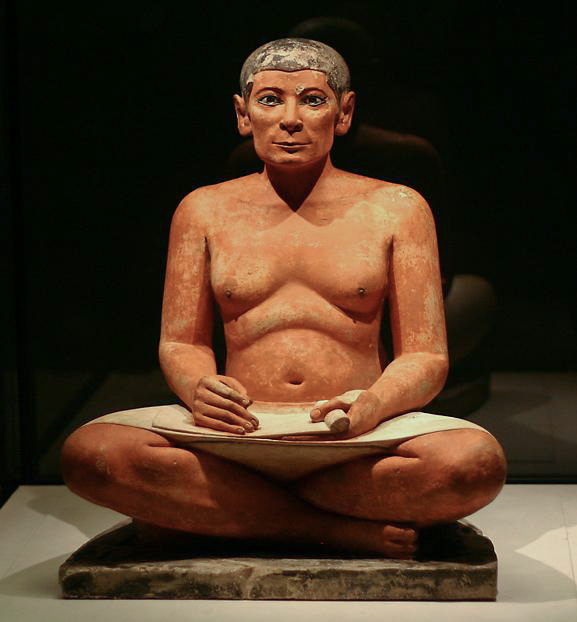
Bức tượng Viên thư lại Kai

Việc mở khu vực trưng bày Ai Cập cổ đại không phải kết quả trực tiếp từ cuộc viễn chinh sang Ai Cập của Napoléon Bonaparte. Nhiều hiện vật thu được của Napoléon đã bị người Anh lấy đi như một chiến lợi phẩm. Trong số đó có phiến đá Rosetta hiện trưng bày ở Bảo tàng Anh, từng cho Louvre mượn lại vào tháng 10 năm 1972. Một số hiện vật khác quay trở lại Louvre một khoảng thời gian dài sau đó.
Vào năm 1802, Vivant Denon, học giả lớn về sau trở thành giám đốc bảo tàng, xuất bản cuốn hồi ký Voyage dans la Haute et la Basse Egypte (Du hành Thượng và Hạ Ai Cập). Tiếp đó trong khoảng 1810 tới 1830, những tập Description de l'Egypte (Mô tả Ai Cập) của các thành viên khoa học trong đoàn viễn chinh xâm lược Ai Cập cũng được phát hành. Những cuốn sách này đã gợi nên các quan tâm về Ai Cập cổ đại trong những năm đầu thế kỷ XIX. Jean-François Champollion, nhà Ai Cập học nổi tiếng, đã thuyết phục vua Charles X mua lại ba bộ sưu tập lớn của Bernardino Drovetti (nhà phiêu lưu người Ý từng theo Napoléon sang Ai Cập), Henry Salt (học giả người Anh) và nhà sưu tầm Paul Durand. Mặt khác, trước đó Louvre đã có một bộ sưu tập về Ai Cập của hoàng gia. Tới ngày 15 tháng 12 năm 1827, khu vực trưng bày Ai Cập cổ đại của Louvre được thành lập với khoảng 9.000 hiện vật và Jean-François Champollion trở thành giám đốc đầu tiên.
Trong khoảng 1852 tới 1868, khu vực Ai Cập cổ đại tiếp tục phong phú nhờ các hiện vật từ một số nhà sưu tầm châu Âu thời kỳ đó. Cũng khoảng thời gian này, Auguste-Édouard Mariette nhận nhiệm vụ của Louvre đến khai quật ở Saqqara. Từ 1852 tới 1953, Mariette gửi về Paris 5.964 hiện vật. Nhờ sự đồng ý của chính phủ Ai Cập, các cuộc tìm kiếm còn được tiến hành ở Abou Roach, Assiout, Baouît, Médamoud, Tôd, Deir el-Médineh. Nhà sưu tập người Mỹ Atherton Curtis cũng đã di tặng lại cho Louvre 1.500 hiện vật trong khoảng thời gian trước và sau Chiến tranh thế giới thứ hai.
Bộ sưu tập Ai Cập cổ đại hiện nay được trưng bày trong 30 gian ở tầng một và hai gần Cour Carrée cùng một phần nhỏ ở tầng hầm. Trong những hiện vật giá trị ở đây có các bức tượng pharaoh Ramesses II, Akhenaton hay bức tượng Viên thư lại Kai từ 2620 đến 2500 trước Công nguyên và một số xác ướp Ai Cập.

### Hy Lạp, La Mã và Etruria cổ đại
Các hiện vật Hy Lạp, La Mã cổ đại đầu tiên do những người Cách mạng thu được từ bộ sưu tập rất phong phú của hoàng gia. Năm 1800, những hiện vật này được trưng bày trong các căn phòng của hoàng hậu Anne trước đây. Những thập niên tiếp theo, bảo tàng mua lại rất nhiều tác phẩm từ bộ sưu tập của các gia đình Borghese, Albani... Bên cạnh đó, các cuộc khai quật thực hiện trong thế kỷ XIX đem lại cho Louvre một số lượng lớn hiện vật. Cuối thế kỷ XIX, đầu thế kỷ XX là khoảng thời gian bảo tàng nhận được rất nhiều tác phẩm giá trị về Hy Lạp, La Mã cổ đại nhờ kết quả các cuộc khai quật, mua bán và quà tặng từ các cá nhân.
Trong bộ sưu tập Hy Lạp, La Mã cổ đại của Louvre có những tác phẩm rất nổi tiếng. Bức tượng thần Vệ Nữ được Hầu tước Rivière tặng lại cho Louis XVIII vào năm 1821 và được đưa về Louvre. Tượng thần chiến thắng Samothrace được phó lãnh sự Pháp tại Hy Lạp khám phá năm 1863. Một tác phẩm nổi tiếng khác là tượng Đấu sĩ Borghese từ bộ sưu tập của gia đình Borghese. Hiện nay khu vực Hy Lạp, La Mã và Etruria cổ đại gồm 47 phòng ở tầng một, hai và một số không gian nhỏ khác.

### Nghệ thuật Hồi giáo
Nghệ thuật Hồi giáo là khu vực trưng bày mới nhất, được thành lập năm 2003. Bộ sưu tập này là kết quả của mối quan hệ đã nhiều thế kỷ giữa Pháp và các nước thuộc thế giới Hồi giáo. Vào thời gian mới mở cửa và đầu thế kỷ XIX, nhiều hiện vật của hoàng gia và Nhà nước được chuyển về Louvre. Từ những năm 1890, bộ sưu tập dần đa dạng nhờ sự thúc đẩy của hai nhà bảo tàng học Gaston Migeon và Emile Molinier. Emile Molinier đã mở gian trưng bày về Hồi giáo đầu tiên vào năm 1893.
Cuối thế kỷ XIX và đầu thế kỷ XX là khoảng thời gian bảo tàng được tặng lại một số lượng rất lớn các hiện vật. Các di tặng của Nữ nam tước Delort de Gléon năm 1912 được hợp thành phòng Delort de Gléon vào năm 1922. Năm 1936, nghệ thuật Hồi giáo được gộp trung với khu trưng bày nghệ thuật châu Á. Sau Chiến tranh thế giới thứ hai, các tác phẩm thuộc về Viễn Đông được chuyển đến Bảo tàng Guimet, nghệ thuật Hồi giáo trưng bày chung với Phương Đông cổ đại. Bộ Tài chính rời Louvre năm 1993 đã giúp bộ sưu tập Hồi giáo có không gian riêng. Sau khi kỹ sư Mario Bellini và Rudy Ricciotti chiến thắng một cuộc thi triển lãm quốc tế, một không gian mới trải dài 3.000 mét vuông mở cửa năm 2012. Được dự định mở cửa năm 2009, khu vực này đại diện cho kiến trúc lớn đầu tiên của Lourve kể từ kim tự tháp của I.M. Pei năm 1989.

### Hội họa

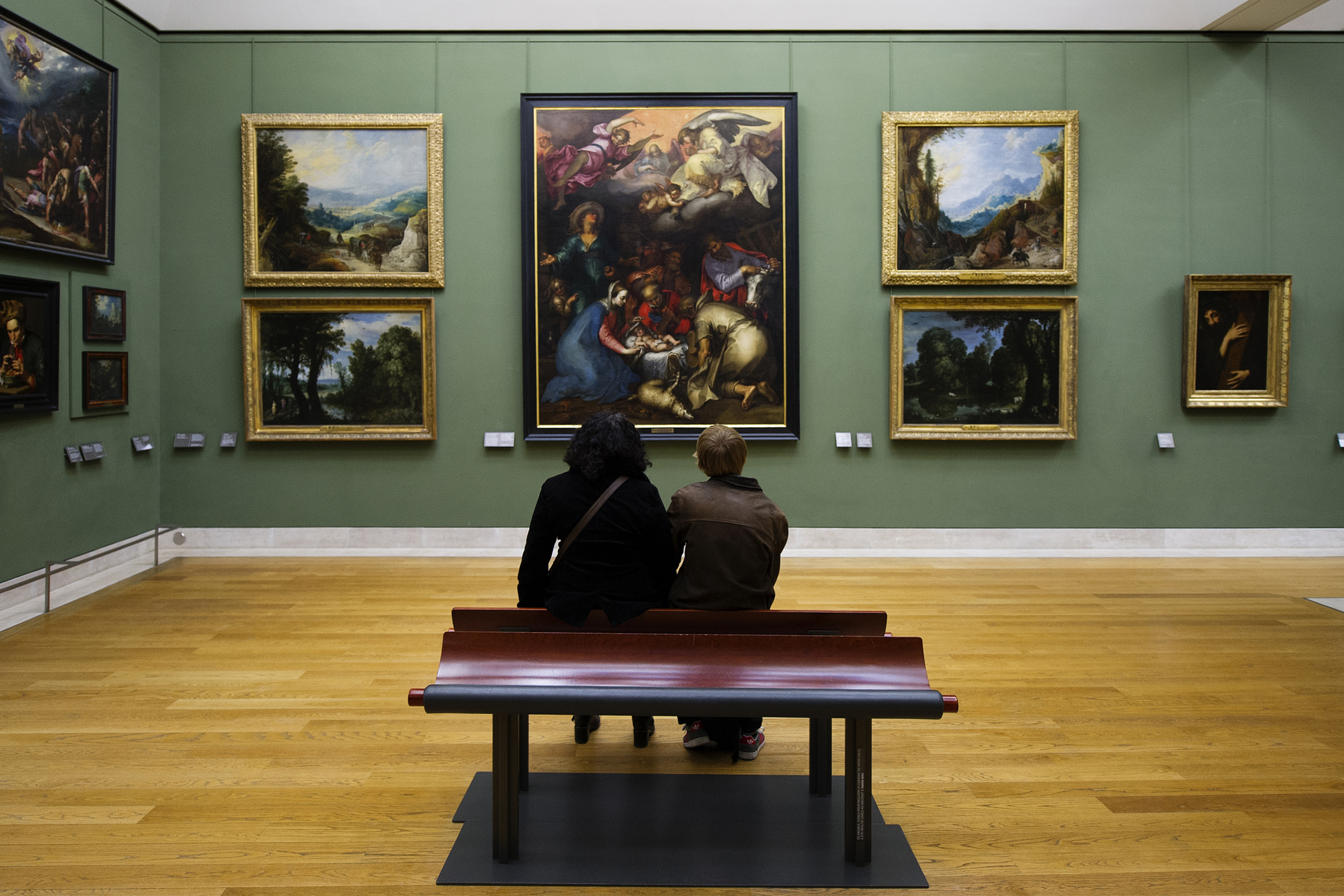
Hai trẻ em trong phòng trưng bày Viện bảo tàng Louvre

Bộ sưu tập hội họa được bắt nguồn từ phòng tranh của François I trong lâu đài Fontainebleau. François I đã mua lại nhiều tuyệt tác của các họa sĩ lớn người Ý như Michelangelo, Raffaello và mời một số nghệ sĩ khác như Leonardo da Vinci, Rosso Fiorentino, Francesco Primaticcio về cung đình của mình. Qua nhiều thế hệ của hoàng triều Pháp, bộ sưu tập này dần phong phú theo xu thế nghệ thuật từng thời kỳ và sở thích của từng vị vua. Trong số đó phải kể đến những tác phẩm do Louis XIV mua lại của chủ nhà băng Everhard Jabach. Bên cạnh hội họa Ý, Louis XVI đã thêm hội họa Tây Ban Nha vào bộ sưu tập. Các trường phái phía Bắc có mặt trong bộ sưu tập từ thế kỷ XVII và đặc biệt tăng trong thế kỷ XVIII. Năm 1793, khi Louvre mở cửa, bộ sưu tập của hoàng gia là những hiện vật đầu tiên của bảo tàng. Trong thế kỷ XIX, những của cải do Cách mạng Pháp tịch thu rồi chiến lợi phẩm của Napoléon đã giúp bộ sưu tập hội họa của Louvre không ngừng tăng.

Leonardo da Vinci,
Mona Lisa

Bên cạnh đó, các tặng vật và sự giúp đỡ của các tổ chức bảo trợ đóng vai trò quan trọng trong bộ sưu tập hội họa của Louvre. Dẫn đầu là hội Những người bạn của Louvre, hội bảo trợ đã tặng lại cho Louvre một số lượng lớn các tác phẩm, đủ thời kỳ, trong đó một số hiện vật có giá trị. Những tặng vật của La Caze là một phần quan trọng của các tác phẩm thế kỷ XVIII. Fiammetta Lemme giúp bảo tàng bổ sung phần còn thiếu của hội họa Ý thế kỷ XVIII. Bá tước Epine cùng con gái là công chúa Louis de Croy tặng Louvre bộ sưu tập hội họa Hà Lan.
Bộ sưu tập hội họa của Louvre hiện nay gồm các tác phẩm phương Tây từ thế kỷ XIII cho tới năm 1848. Các tác phẩm thuộc trường phái Ấn tượng và Hậu ấn tượng đã được chuyển về Bảo tàng Orsay vào năm 1986. Bộ sưu tập hội họa chiếm một không gian trưng bày rất lớn của Louvre. Hội họa Ý và Tây Ban Nha nằm ở tầng hai, dãy Denon bên cạnh hội họa Pháp và hội họa Anh. Còn tầng ba được dành gần như tất cả cho hội họa, gồm Pháp–dãy nhà bao quanh Cour Carrée–Đức, Hà Lan, Bỉ... Mona Lisa, tác phẩm được xem như nổi tiếng nhất của Louvre, cũng là một trong những tác phẩm nổi tiếng nhất thế giới, nằm ở phòng số 6, tầng hai. Ngoài Mona Lisa, bảo tàng cũng sở hữu một số hoạ phẩm khác của Leonardo da Vinci như Đức mẹ đồng trinh, Chúa Hài đồng và Thánh Anne, Đức mẹ đồng trinh trong hang đá... Các tác phẩm danh tiếng khác của Louvre có thể kể tới Le nozze di Cana (Tiệc cưới ở Cana) của Paolo Veronese, Le Radeau de la Méduse (Chiếc mảng Méduse) của Théodore Géricault và La Liberté guidant le peuple (Nữ thần Tự do dẫn dắt nhân dân) của Eugène Delacroix...

### Điêu khắc
Là cung điện hoàng gia, bản thân Louvre đã được trang trí bởi các tác phẩm điêu khắc. Một số tác phẩm của hoàng gia không sử dụng hoặc tháo dỡ được tập hợp tại phòng Caryatides ngày nay, tầng một sân Cour Carrée. Viện Hàn lâm Hội họa và Điêu khắc cũng duy trì một bộ sưu tập riêng của mình. Khi bảo tàng Louvre được mở cửa năm 1793, một số tác phẩm điêu khắc đã được trưng bày. Năm 1794, Louvre nhận thêm các hiện vật từ tài sản tịch biên của những người đào vong thời kỳ Cách mạng. Trong đó có các bức tượng nô lệ của Michelangelo cùng một số tượng bán thân các nghệ sĩ và nhiều nhất là các tác phẩm sao chép lối Cổ đại. Thời kỳ Cách mạng, bảo tàng Công trình Pháp là nơi lưu trữ nhiều nhất các tác phẩm điêu khắc. Tới thời kỳ nhà Bourbon quay lại ngai vàng, bảo tàng Công trình Pháp đóng cửa, một số tác phẩm giá trị được chuyển về Louvre.
Năm 1824, Bảo tàng Điêu khắc Hiện đại được mở cửa ở tầng trệt dãy nhà phía Tây sân Cour Carrée. Khoảng một trăm tác phẩm thuộc nhiều các trường phái và thời kỳ được trưng bày trong 5 gian phòng. Năm 1847, Louvre nhận thêm các hiện vật từ Versailles, trong đó có những tác phẩm của Germain Pilon và Pierre Puget. Khoảng thời gian tiếp theo, chính sách tìm mua lại giúp số lượng hiện vật tăng lên. Năm 1900, danh mục bộ sưu tập điêu khắc kiểm kê được 867 tác phẩm. Bảo tàng cũng nhận được nhiều tặng vật, đặc biệt từ hội Những người bạn của Louvre. Từ năm 1986, các tác phẩm từ nửa sau thế kỷ XIX được chuyển về Orsay.
Hiện nay, bộ sưu tập điêu khắc Pháp được trưng bày ở tầng trệt, dãy Richelieu, gồm cả hai sân có mái che Puget và Marly. Gian dành cho các tác phẩm điêu khắc nước ngoài ở tầng một và tầng hầm dãy Denon. Trong số đó có những tác phẩm nổi tiếng như Chevaux de Marly của Guillaume Coustou, Captif (hay Người nô lệ hấp hối) của Michelangelo và đặc biệt là Amore e Psiche của Antonio Canova.

### Nghệ thuật hoạ hình

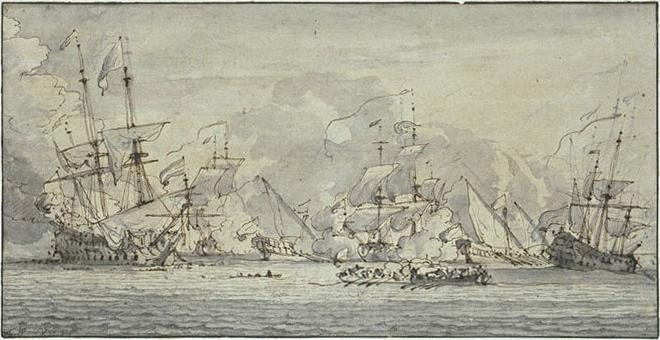
Thủy chiến, Willem van de Velde le jeune

Việc thành lập khu vực trưng bày nghệ thuật hoạ hình bắt nguồn từ cuộc triển lãm ngày 28 tháng Nóng năm V, tức ngày 15 tháng 8 năm 1797, tại gian Apollon. Các tác phẩm này vốn của vua Louis XIV mua lại từ chủ nhà băng Everhard Jabach. Bộ sưu tập của Louvre tăng lên sau đó nhờ các của cải tịch biên từ hội thánh. Năm 1806, bảo tàng mua lại 1200 bức hoạ do Filippo Baldinucci, nhà lịch sử mỹ thuật người Ý, sưu tập từ thế kỷ XVII.
Năm 1852, có 36 ngàn hiện vật được kiểm kê. Các tác phẩm nghệ thuật hoạ hình được bảo vệ trong khung kính, trưng bày tại hai tầng của toà nhà Horloge và dọc phố Rivoli. Sự phong phú của bộ sưu tập còn tăng thêm nhờ việc mua lại cũng như được tặng các tác phẩm của Eugène Boudin, Théodore Chassériau, Walter Gay... Đặc biệt, năm 1935, bảo tàng nhận được một bộ sưu tập rất lớn của Nam tước Edmond de Rothschild. Năm 1986, một phần lớn các tranh phấn màu thế kỷ XIX được chuyển về Bảo tàng Orsay.
Hiện nay, nghệ thuật hoạ hình là bộ sưu tập có số lượng hiện vật lớn nhất nhưng chiếm một không gian nhỏ trong bảo tàng. Do tính nhạy cảm với ánh sáng và kém bền của các tác phẩm trên giấy, những hiện vật này được trưng bày không thường xuyên. Dù vậy, công chúng vẫn có cơ hội khám phá tất cả các tác phẩm với điều kiện yêu cầu trước.

### Nghệ thuật trang trí
Trưng bày các tác phẩm nghệ thuật trang trí ở Louvre đã được dự định trong sắc lệnh từ năm 1793. Một vài đồ đạc được mang về từ bộ sưu tập hoàng gia. Bộ sưu tập đồ đồng và đá quý tới muộn hơn, vào năm 1796. Số lượng hiện vật tăng thêm nhờ hai nguồn khác: nhà thờ Sainte-Chapelle và nhà thờ Saint-Denis. Sắc lệnh ngày 1 tháng Nảy mầm năm II, tức ngày 21 tháng 3 năm 1794, cho phép bảo tàng nhận được nhiều hiện vật từ tài sản những người đào vong trong thời kỳ Cách mạng. Nhưng khi đó, khu vực dành cho nghệ thuật trang trí chưa được thành lập. Mặt khác, số hiện vật bị giảm bớt khi bảo tàng bán 16 tác phẩm vốn từ nhà thờ Saint-Denis và Napoléon cũng lấy đi một số hiện vật mang về cung điện của mình. Nhưng nhờ những cuộc chinh phạt của Napoléon, số lượng hiện vật nghệ thuật trang trí lại tăng lên.
Trong thời kỳ nhà Bourbon phục hoàng, Louvre đã mua lại rất nhiều hiện vật từ các bộ sưu tập cá nhân. Bên cạnh đó, nhiều các phẩm từ Thư viện quốc gia và cả những tặng vật được đưa về Louvre. Năm 1870, sự sụp đổ của Đệ Nhị đế chế giúp Louvre có thêm các tác phẩm từ Tuileries và Saint-Cloud. Đến năm 1893, khu vực trưng bày nghệ thuật trang trí được tách ra độc lập.
Cuối thế kỷ XIX và trong suốt thế kỷ XX, Louvre nhận được di tặng rất nhiều bộ sưu tập cá nhân. Năm 1880, vợ Tổng thống Adolphe Thiers tặng lại bảo tàng một bộ sưu tập lớn. Năm 1922, gia đình Rothschild tặng lại các tác phẩm Ý, Pháp thời kỳ Phục Hưng và thế kỷ XVIII. Việc Bộ Tài chính chuyển khỏi Louvre vào năm 1981 đã giúp khu vực nghệ thuật trang trí được mở rộng. Các phòng Trung Cổ và Phục Hưng được mở năm 1993. Phòng thế kỷ XIX, với số lượng hiện vật rất lớn và phong phú, được giới thiệu cho công chúng từ 1996. Hiện nay khu vực nghệ thuật trang trí gồm 81 phòng, chiếm chọn tầng một dãy Richelieu.

## Tổ chức

### Ngân sách và doanh thu

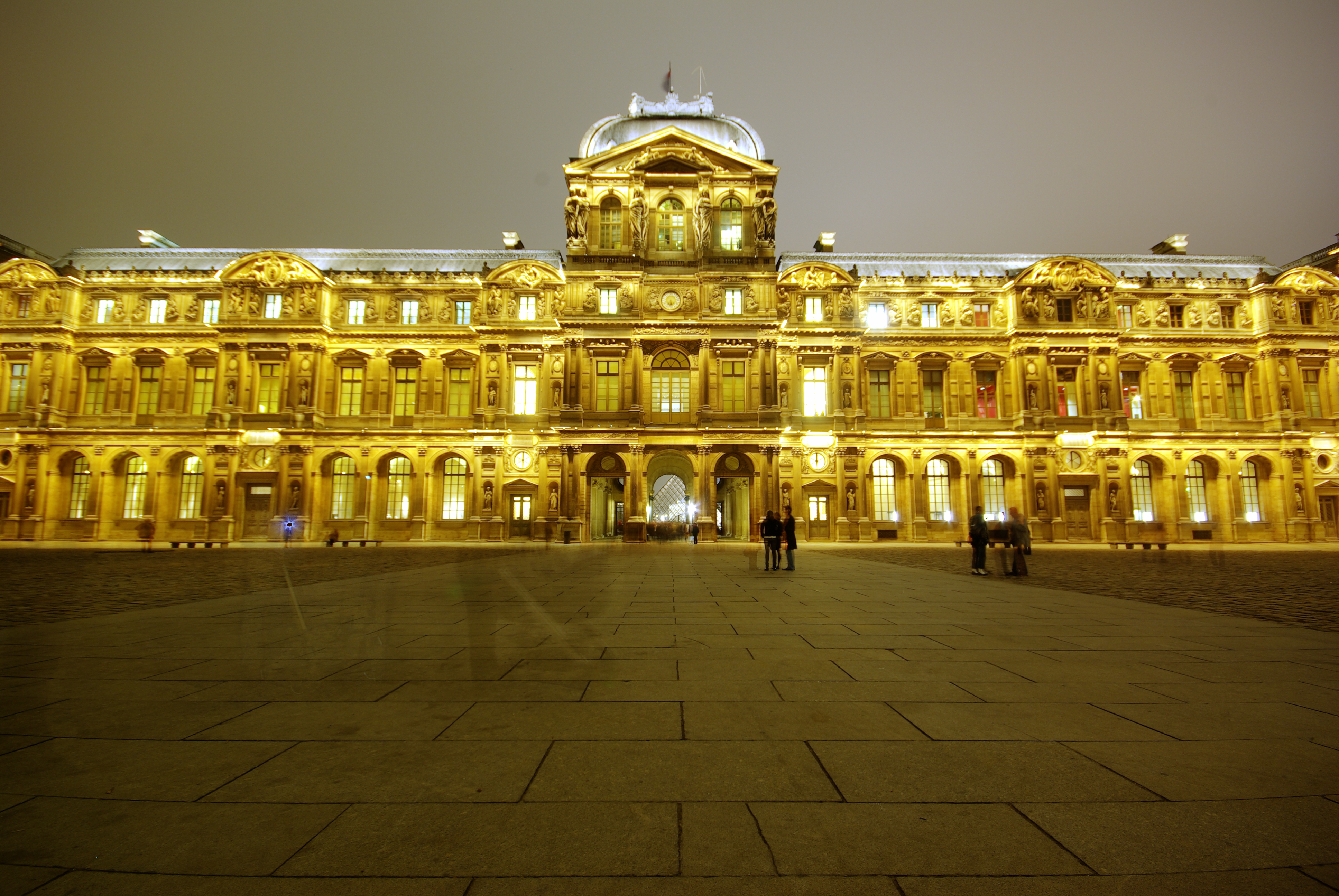
Từ sân Cour Carrée nhìn về phía Kim tự tháp kính

Về mặt hành chính, từ 1 tháng 1 năm 1993, bảo tàng Louvre là một cơ quan nhà nước, thuộc Bộ Văn hoá Pháp. Hoạt động của bảo tàng cần tới gần 2000 nhân viên. Trong số đó, lượng nhân viên an ninh chiếm đông nhất, hơn một ngàn người, công việc cả bảy ngày trong tuần, 24/24. Một lực lượng quan trọng tiếp theo là các chuyên gia về bảo tàng, những người cũng giữ chức vụ cao về hành chính. Để đạt được vị trí này, họ phải trải qua một kỳ thi tuyển về khảo cổ học, lịch sử, lịch sử nghệ thuật, dân tộc học hay khoa học tự nhiên.
Năm 2006, Bảo tàng Louvre được nhà nước cấp 109,98 triệu euro. Doanh thu bảo tàng đạt 72,74 triệu euro, trong đó hơn 40 triệu từ tiền vé, 13 triệu từ các tổ chức bảo trợ, phần còn lại nhờ các hoạt động văn hoá, thương mại khác. Ngoài ra, Louvre cũng cho phép các công ty LCL, Accenture và Blue Martini đặt logo trên trang web của bảo tàng.

### Các tổ chức bảo trợ
Để làm giàu thêm bộ sưu tập, bên cạnh bảo tàng, một số tổ chức cũng tham gia vào việc mua lại các hiệt vật. Hội Những người bạn của Louvre (Société des Amis du Louvre) được thành lập vào năm 1879, hiện nay có 70 ngàn thành viên, đóng góp và tài trợ mỗi năm khoảng 3 triệu euro cho việc mua hiện vật mới. Kể từ khi thành lập, Những người bạn của Louvre đã mua tặng lại cho bảo tàng 704 tác phẩm nghệ thuật. Trong đó có một số tác phẩm giá trị như La Pietà de Villeneuve-lès-Avignon của Enguerrand Quarton hay Le Bain turc của Jean-Auguste-Dominique Ingres. Hội Những người bạn của Louvre là nhà bảo trợ quan trọng nhất của bảo tàng.
Một tổ chức bảo trợ quan trọng khác là hội Những người bạn Hoa Kỳ của Louvre (American Friends of the Louvre). Tổ chức này có mục đích gây dựng và giữ mối quan hệ giữa bảo tàng với công chúng Hoa Kỳ và tài trợ cho một số dự án của Louvre. Những người bạn Hoa Kỳ của Louvre giúp đỡ bảo tàng trong việc tiếp đón du khách nước ngoài, chủ yếu về tiếng Anh, và xúc tiến các mỗi quan hệ của Louvre với những cơ quan tại Mỹ. Sau Pháp, Hoa Kỳ là quốc gia có lượng khách thăm Louvre đông nhất.

### Các bảo tàng chi nhánh

#### Bảo tàng quốc gia Eugène Delacroix
Bảo tàng quốc gia Eugène Delacroix nằm ở phố Furstenberg, Quận 6, Paris. Trụ sở của bảo tàng này vốn là ngôi nhà và xưởng vẽ của họa sĩ Eugène Delacroix. Từ năm 1971, Bảo tàng Eugène Delacroix trở thành bảo tàng quốc gia. Quá nhỏ để có thể là một cơ quan nhà nước độc lập, Bảo tàng Eugène Delacroix thuộc Louvre về mặt hành chính.
Hiện nay bảo tàng sở hữu một phần lớn những hoạ phẩm trong sự nghiệp của Delacroix, bao gồm cả các tranh sơn dầu và hoạ phẩm trên giấy. Ngoài ra bảo tàng còn có những tư liệu về họa sĩ và một bộ sưu tập nghệ thuật châu Phi do Delacroix tập hợp trong thời gian ở Maroc.

#### Louvre-Lens
Với chính sách giảm sự tập trung về Paris, ngày 29 tháng 11 năm 2004, Thủ tướng Pháp Jean-Pierre Raffarin đã quyết định thành lập một bảo tàng chi nhánh của Louvre tại Lens. Dự định này được công bố từ năm 2003 và cùng với Lens, còn có 5 thành phố ứng viên khác: Amiens, Arras, Boulogne-sur-Mer, Calais và Valenciennes. Nhờ địa điểm thuận lợi, về diện tích, giao thông... Louvre-Lens đã được chọn làm bảo tàng chi nhánh của Louvre.
Một cuộc thi kiến trúc được tổ chức vào 2005 và bản thiết kế được chọn là của văn phòng kiến trúc sư Nhật Bản SANAA với các kiến trúc sư Kazuyo Sejima và Ryue Nishizawa. Louvre-Lens dự định sẽ mở cửa vào 2010 với những hiện vật từ cả tám bộ sưu tập của Louvre. Trong đó một số sẽ trưng bày thường xuyên ở Lens, một số khác sẽ luân chuyển về Louvre.

#### Louvre Abu Dhabi
Ngày 6 tháng 3 năm 2007, chính phủ Pháp và chính phủ Các Tiểu vương quốc Ả Rập Thống nhất đã ký thỏa thuận thành lập bảo tàng Louvre Abu Dhabi ở thủ đô Abu Dhabi. Theo ký kết, bảo tàng Louvre Abu Dhabi sẽ được dùng tên "Louvre" trong 30 năm 6 tháng. Chính phủ Các Tiểu vương quốc Ả Rập Thống nhất chi trả cho bảo tàng Louvre 150 triệu euro sau khi ký 30 ngày. Tiếp đó, 62,5 triệu khi mở cửa bảo tàng và vào mỗi thời điểm 5 năm, 10 năm và 15 năm sau ngày mở cửa. Đổi lại, Louvre sẽ cho Louvre Abu Dhabi mượn 300 tác phẩm vào thời điểm mở cửa, 250 tác phẩm vào năm thứ 4, cuối cùng 200 tác phẩm từ năm thứ 7 tới năm thứ 10. Ngoài ra Louvre cũng đào tạo nhân sự cho Louvre Abu Dhabi.
Bảo tàng Louvre Abu Dhabi dự định có diện tích 24.000 m², trong đó có 6.000 m² trưng bày thường xuyên và 2.000 m² cho triển lãm. Không gian trưng bày sẽ được mở rộng với ba giai đoạn: 2.000 m² vào thời điểm mở cửa, 4.000 m² sau 4 năm và đạt 6.000 m² vào năm thứ 7. Công trình do kiến trúc sư người Pháp nổi tiếng Jean Nouvel thiết kế.
Dự án Louvre Abu Dhabi đã gây nên một số tranh cãi. Trong bài Les musées ne sont pas à vendre (Các bảo tàng không phải để bán) đăng trên Le Monde ngày 12 tháng 12 năm 2006, Françoise Cachin, cựu giám đốc các bảo tàng Pháp, đã chỉ trích chính sách mang tính thương mại của một vài bảo tàng, đặc biệt là dự án Louvre Abu Dhabi. Trả lời lại, Jack Lang, cựu bộ trưởng Bộ Văn hoá và Bộ Giáo dục Pháp, đã lên tiếng bảo vệ Louvre Abu Dhabi trong bài báo có tên Le Louvre, un musée universel (Louvre, một bảo tàng thế giới) đăng trên Le Monde ngày 1 tháng 2 năm 2007.

## Louvre trong nghệ thuật
Cung điện và Bảo tàng Louvre đã là đề tài của không ít tác phẩm nghệ thuật. Từ thế kỷ XVII, các họa sĩ đã tái hiện Louvre trên tranh của mình. Trong Ba người lính ngự lâm (Trois Mousquetaires) và Marguerite của Pháp (La Reine Margot), Alexandre Dumas đã dùng Louvre làm bối cảnh cho nhiều đoạn. Tương tự, bảo tàng xuất hiện trong Quán rượu (L'Assommoir) của Émile Zola và Tình sử Angélique (Angélique) của Anne và Serge Golon. Năm 1927, tiểu thuyết trinh thám Belphégor của Arthur Bernède đăng từng kỳ trên tờ Le Petit Parisien, Louvre trở thành bối cảnh chính cho tác phẩm và tập 2 được mang tên Le Mystère du Louvre (Bí ẩn của Louvre).
Với điện ảnh, năm 1957, trong bộ phim Funny Face, diễn viên huyền thoại Audrey Hepburn bước xuống cầu thang phía dưới Tượng thần chiến thắng Samothrace. Trong Les Amants du Pont-Neuf (1991) với sự tham gia diễn xuất của Juliette Binoche, một người bảo vệ cũ và một nữ họa sĩ mù lén lút vào thăm Louvre ban đêm. Bảo tàng còn xuất hiện trong các bộ phim khác như Mr. and Mrs. Bridge (1990) của James Ivory, The Age of Innocence (1993) của Martin Scorsese, The Dreamers (2003) của Bernardo Bertolucci.
Năm 2003, Louvre trở thành bối cảnh chính của cuốn tiểu thuyết nổi tiếng Mật mã Da Vinci (The Da Vinci Code). Tới mùa hè 2003, tức ba tháng sau khi xuất bản cuốn tiểu thuyết tại Mỹ, các hướng dẫn viên đã phải trả lời các câu hỏi mới liên quan tới Mật mã Da Vinci khi đưa khách đi thăm bảo tàng. Nhiều du khách nói tiếng Anh tới Louvre để được tận mắt thấy kim tự tháp kính, Grande Galerie, "phòng Mona Lisa"... Khi Mật mã Da Vinci được dịch sang các thứ tiếng khác, Louvre lại đón thêm các nhóm khách tương tự từ Nhật, Tây Ban Nha, Nga, Ý... và cả Pháp. Tới năm 2006, tiểu thuyết được chuyển thể thành tác phẩm điện ảnh với sự tham gia diễn xuất của hai diễn viên nổi tiếng Tom Hanks và Audrey Tautou.

## Lượng khách viếng thăm
Với kiến trúc của điện hoàng gia, vị trí trung tâm Paris và các hiện vật giá trị, Louvre là một trong những bảo tàng nổi tiếng và thu hút nhất thế giới. Năm 2006, Louvre là địa điểm thu phí được viếng thăm nhiều nhất Paris. Lượng khách của Louvre đứng trên tháp Eiffel, chỉ thua hai địa điểm tự do là nhà thờ Đức Bà và nhà thờ Sacré-Cœur. Đồng thời năm 2007, Louvre cũng là bảo tàng thu hút nhất thế giới, vượt hơn 2 triệu khách so với Bảo tàng Anh ở vị trí thứ hai. Trong hai năm 2006 và 2007, Louvre đều đạt khoảng 8,3 triệu khách viếng thăm. Trong số đó, 91% khách thăm khu vực trưng bày thường xuyên, 8% thăm các triển lãm, phần còn lại là lượng khán giả của trung tâm nghe nhìn và bảo tàng Eugène Delacroix. Theo thống kê năm 2006, lượng khách nữ giới cao hơn, chiếm 53%. Điều này cũng tương tự như năm 2005. Lượng khách quốc tịch Pháp chiếm 33% và trong số khách nước ngoài, người Mỹ chiếm số đông nhất.
| \| Hoa Kỳ \| 18 % \| \| Ý \| 8 % \| \| Anh Quốc \| 8 % \| \| Tây Ban Nha \| 7 % \| \| Nhật Bản \| 6 % \| \| Trung Quốc \| 5 % \| \| Đức \| 5 % \| \| Nga \| 3 % \| \| Úc \| 3 % \| \| Canada \| 3 % \| \| Các nước khác \| 34 % \| \| *Thống kê năm 2006, chỉ tính riêng lượng khách nước ngoài \| \| | Louvre thế kỷ XIX | Louvre 2007 |
| Hoa Kỳ | 18 %              |             |
| Ý | 8 %               |             |
| Anh Quốc | 8 %               |             |
| Tây Ban Nha | 7 %               |             |
| Nhật Bản | 6 %               |             |
| Trung Quốc | 5 %               |             |
| Đức | 5 %               |             |
| Nga | 3 %               |             |
| Úc | 3 %               |             |
| Canada | 3 %               |             |
| Các nước khác | 34 %              |             |
| *Thống kê năm 2006, chỉ tính riêng lượng khách nước ngoài |                   |             |

Thuộc hệ thống bảo tàng quốc gia, từ tháng 1 năm 1996, Louvre mở cửa miễn phí vào mỗi chủ nhật đầu tiên của tháng. Đây là chính sách hướng tới các khách thăm người Pháp, chủ nhật đầu tiên vốn là ngày lượng khách nước ngoài ít nhất trong tháng. Từ năm 2004, nhóm khách với mục đích giáo dục không còn được miễn phí ở Louvre. Đồng thời các nghệ sĩ không thuộc hội Maison des Artistes cũng bắt đầu phải trả tiền mua vé. Ngược lại, các nhân viên của Total, công ty tài trợ cho Louvre sửa gian Apollon, được thăm bảo tàng miễn phí và không giới hạn. Ngoài ra, nhóm khách dưới 18 tuổi vẫn được miễn phí ở bảo tàng Louvre.